# Kasteel Roosbeek
Het Kasteel Roosbeek is een kasteel in de tot de Vlaams-Brabantse gemeente Boutersem behorende plaats Roosbeek, gelegen aan de Kasteelstraat 54.

## Geschiedenis
Omstreeks 1645 werd een kasteel gebouwd in opdracht van Rodolf de Navarra, die kwartiermeester van het Spaanse leger in de Nederlanden was. Bij het domein hoorde ook een watermolen die echter goeddeels verdwenen is. Het kasteel werd in 1882-1884 naar ontwerp van Joris Helleputte, zodanig verbouwd dat van het oorspronkelijke kasteel weinig authentieks is overgebleven.
In 1905 kwam het goed aan ridder Philippe de Wouters de Bouchout en in 1946 kwam het aan een houthandelaar.
Het domein omvat een aantal vijvers die oorspronkelijk als molenvijver dienst hebben gedaan.